# Gabriel de Gabrieli

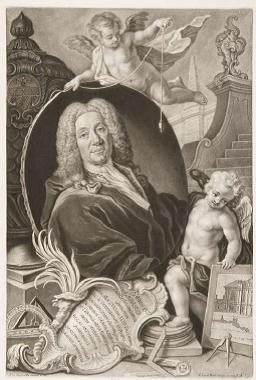
Porträt von Gabriel de Gabrieli (Kupferstich von Johann Jacob Haid 1725–1767)

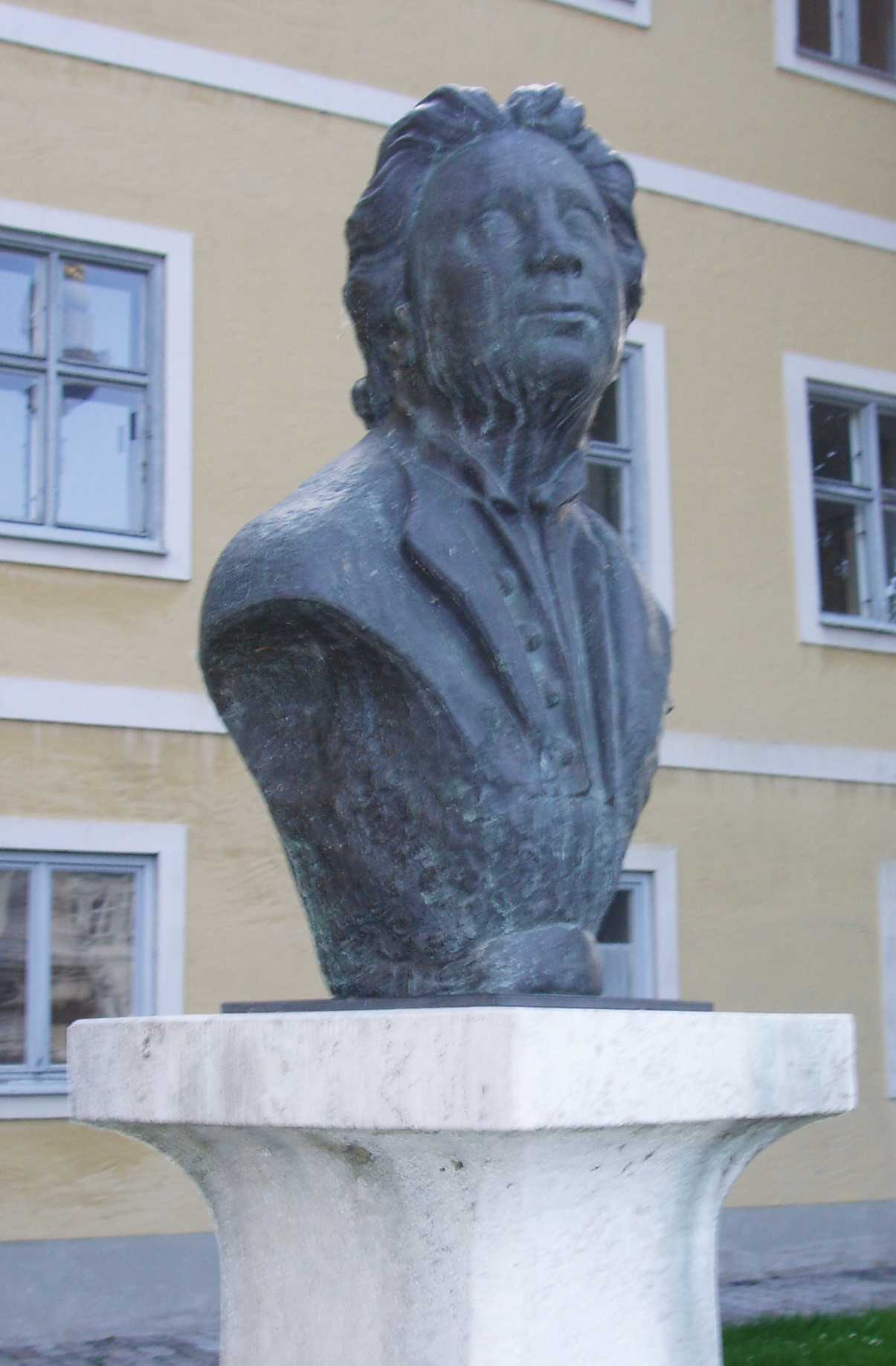
Gabriel de Gabrieli. Denkmal am Residenzplatz Eichstätt

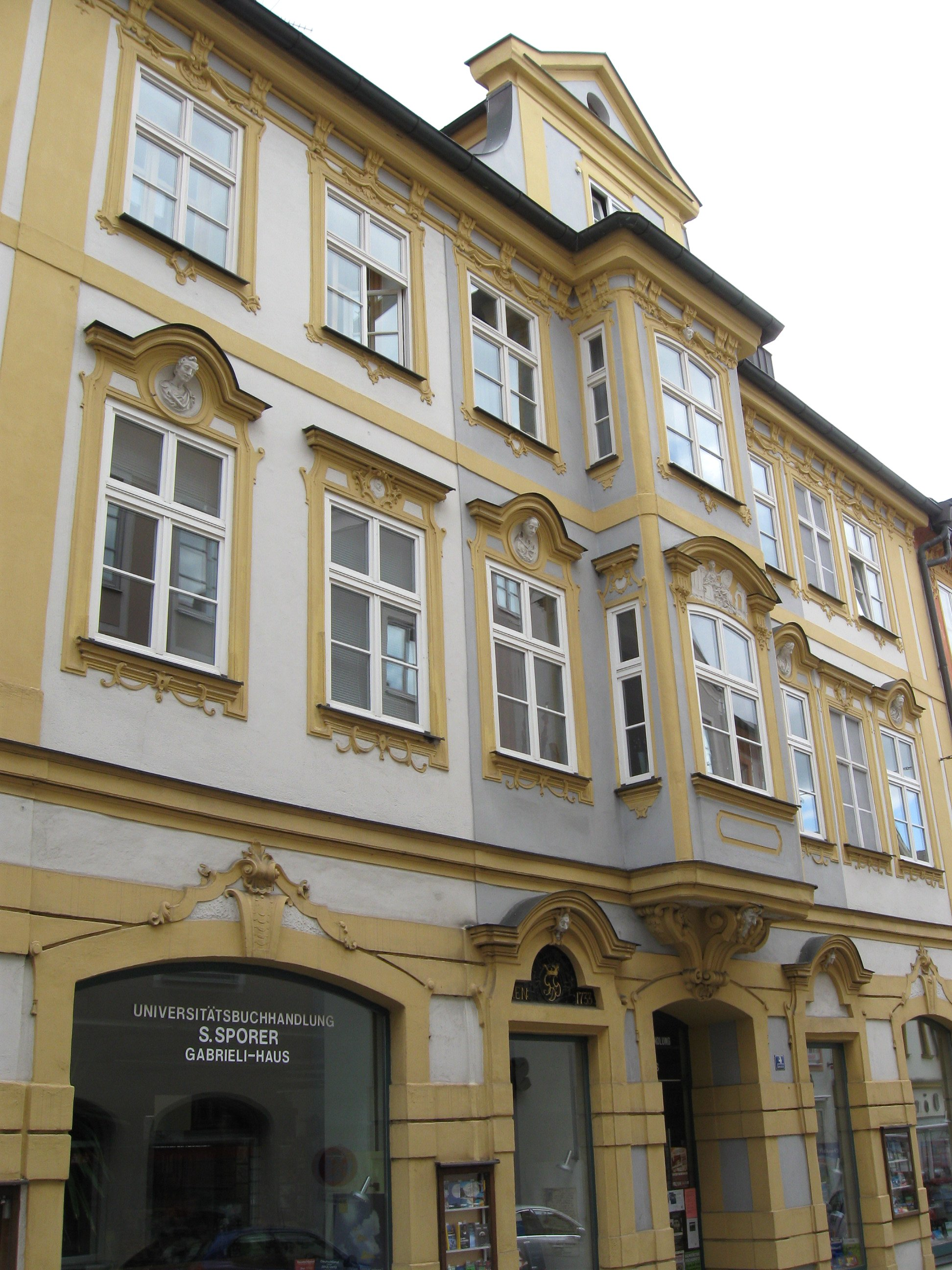
Gabrielis Wohnhaus in Eichstätt

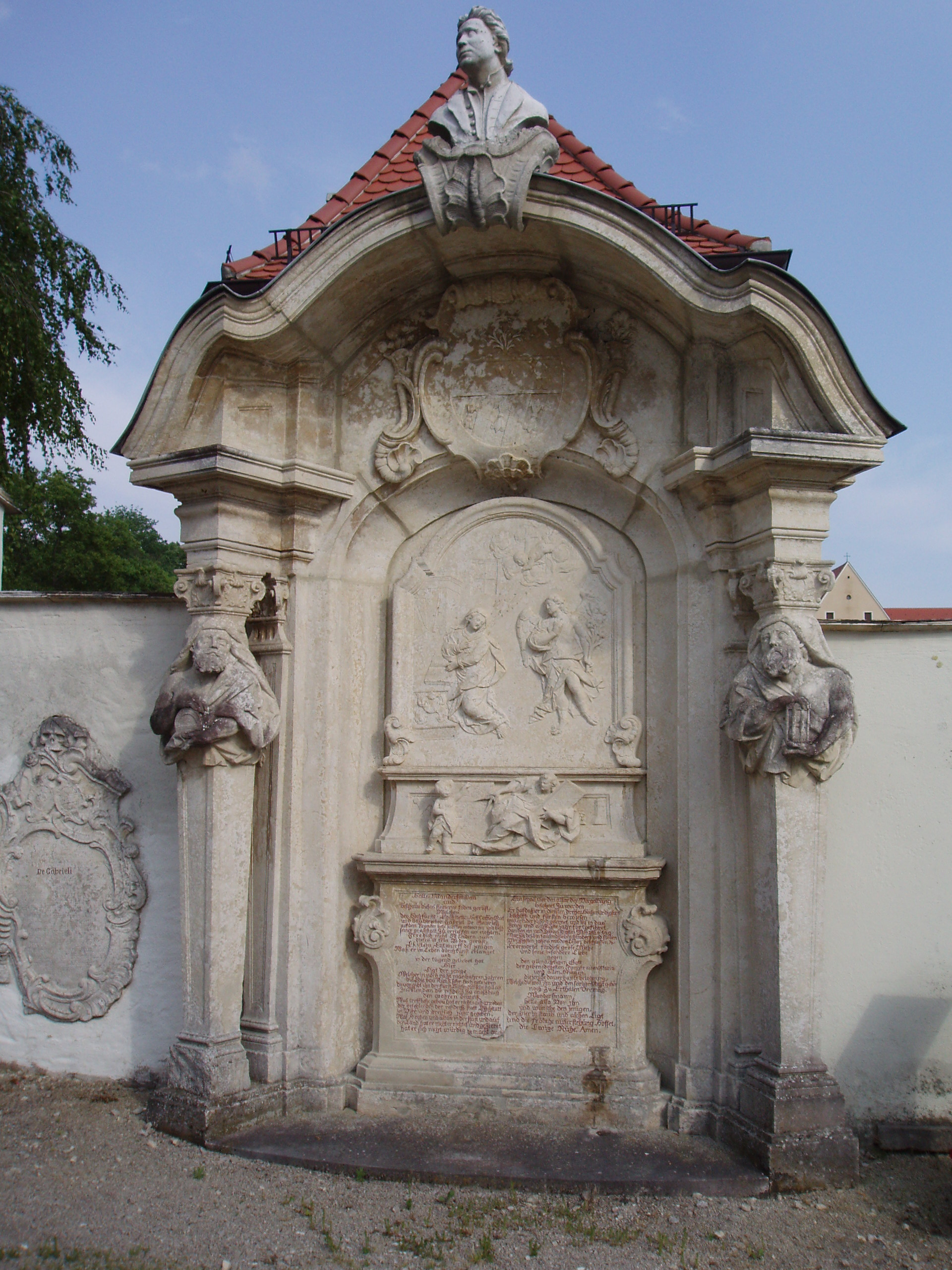
Gabrielis Grabmal am Eichstätter Ostenfriedhof

Gabriel de Gabrieli (* 18. Dezember 1671 in Roveredo im Misox, Graubünden; † 21. März 1747 in Eichstätt) war ein Schweizer fürstbischöflich Eichstättischer Hofbaudirektor des Barocks.

## Leben und Wirken

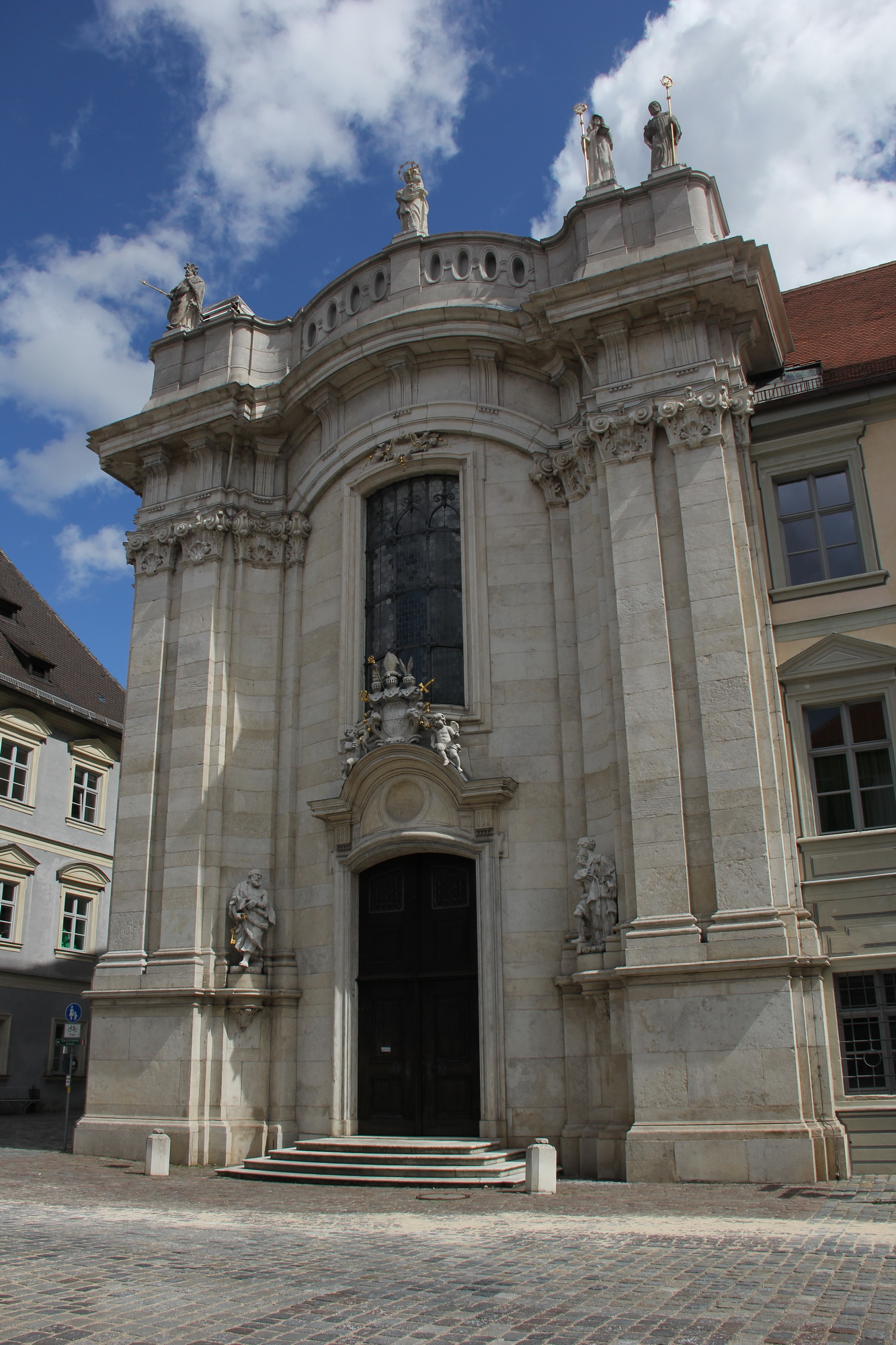
Westfassade des Dom zu Eichstätt

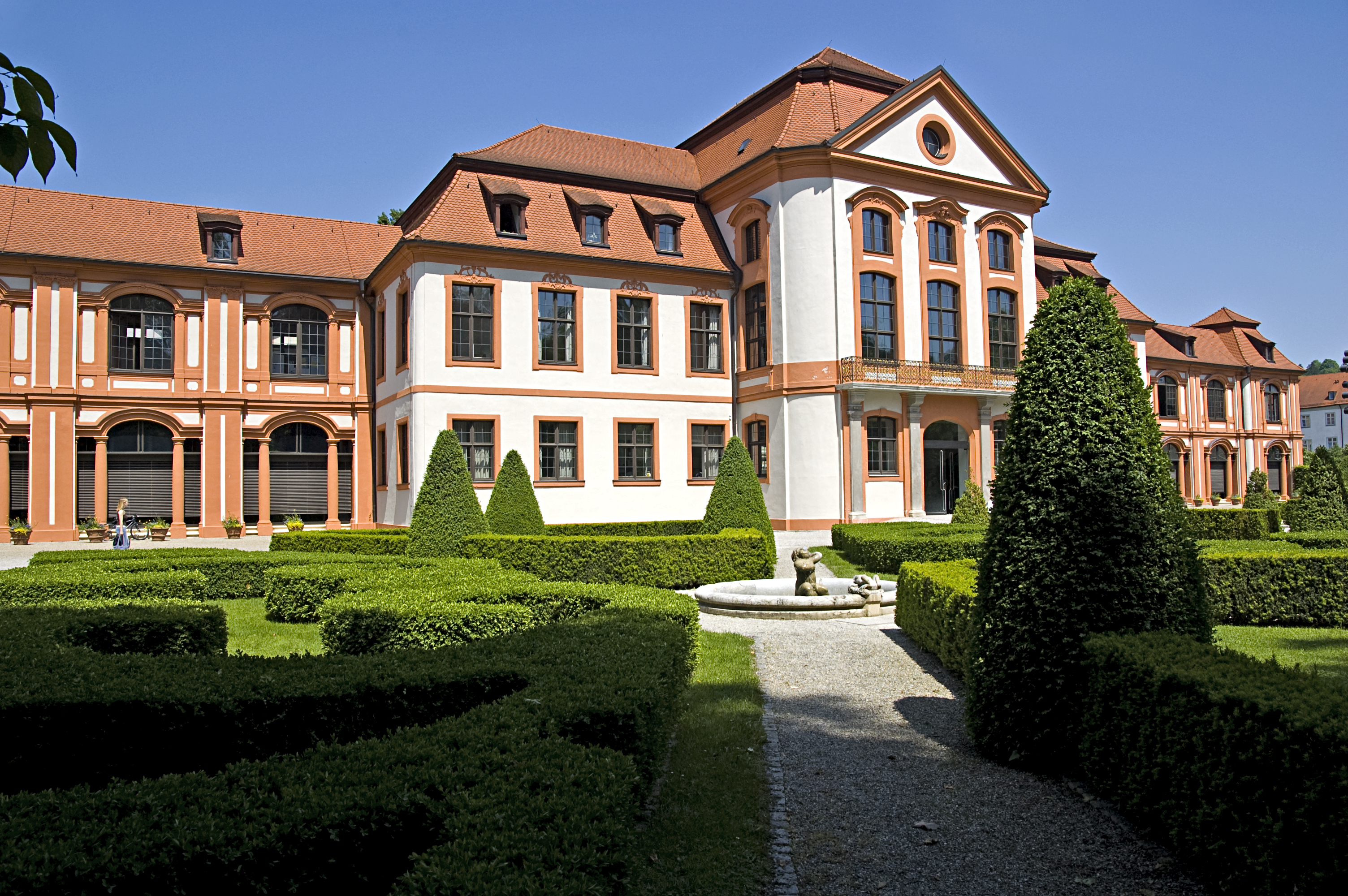
Sommerresidenz Eichstätt

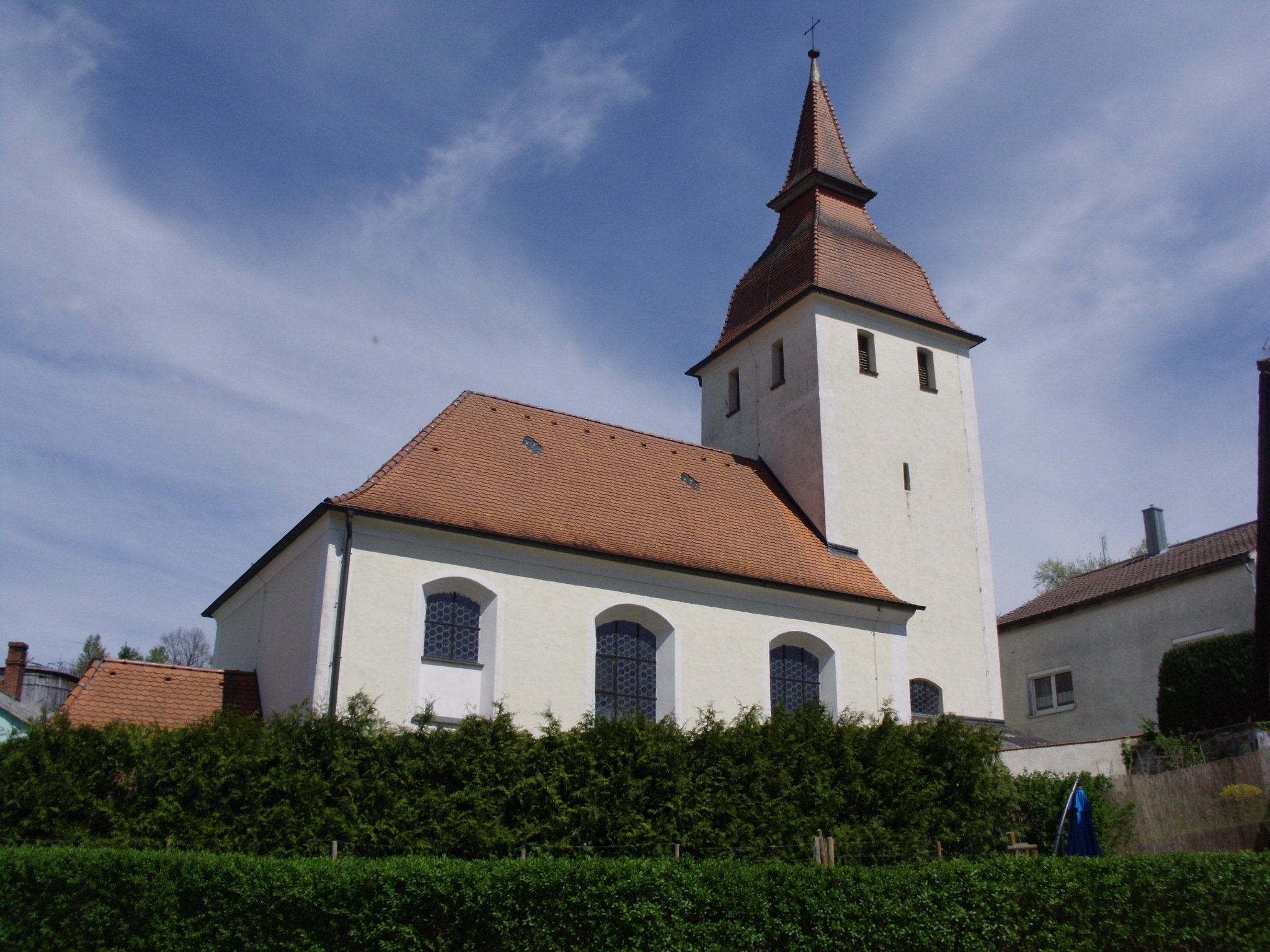
Kirche St. Nikolaus in Gersdorf

Gabrieli gehörte zur Gruppe der Graubündner Baumeister und Stuckateure, die seit dem 16. Jahrhundert fast ausnahmslos aus dem Misox hervorgingen und sich bis ins späte 18. Jahrhundert vornehmlich in die deutschsprachigen Gebiete Europas verbreiteten.
Gabriel de Gabrieli absolvierte von 1685 bis 1689 die Maurerlehre wohl bei seinem Vater, dem Maurermeister Giovanni Gabrieli, hielt sich ab 1690 als Geselle in Wien auf, wo man den Sieg über die Türken von 1683 in reicher Bautätigkeit feierte. Hier war Gabrieli unter seinem Onkel, dem churbayerischen Hofarchitekten Enrico Zuccalli, als Bauhandwerker an der Entstehung eines Stadtpalastes beteiligt und wurde etwa drei bis vier Jahre später Meister.
Von 1694 bis 1705 stand Gabrieli in Diensten des Fürsten Johann Adam Andreas von Liechtenstein in Wien, zunächst als Maurermeister und später als Baumeister. Hier war er kaum selbständig tätig, sondern hatte Bau- oder Umbaupläne von Domenico Martinelli zu verwirklichen.
Bereits parallel zu seinem Wiener Schaffen war Gabrieli mit Vertrag vom 27. Dezember 1694 an unter dem jungen Georg Friedrich, Markgraf von Ansbach († 1703) als Baumeister tätig. Er trat seinen Dienst nach einer längeren Italienreise im Herbst 1695 an. Im Markgraftum entstanden seine ersten selbständigen Bauten, sieht man von seinem Frühwerk, der Wiener Brauerei Sperckenbühl, ab. 1703 unter Markgraf Wilhelm Friedrich von Ansbach neu hofbedienstet, siedelte Gabrieli wohl erst im Frühjahr 1706 nach einem Aufenthalt in seiner Graubündner Heimat und nach Abschluss sämtlicher Wiener Arbeiten nach Ansbach über. Hier widmete er sich zahlreichen profanen wie sakralen Bauaufgaben und wurde am 10. Dezember 1709 zum Ansbachischen Baudirektor und Hofkammerrat ernannt. Reisen führten ihn nach Venedig und möglicherweise nach Frankreich.
Zu Gabrielis bedeutendsten Bauten gehören der von 1706 bis 1709 errichtete Arkadenhof und der 1713 bis 1716 dem Altbau vorgelagerte Südostflügel des Ansbacher Schlosses.
Am 11. Februar 1710 heiratete Gabrieli in seiner Heimat Giovanna Marta Tini und holte sie nach Ansbach. Sie bekamen fünf Kinder. Im Juli 1715 starb Gabrielis Frau bei der Geburt des Sohnes Adam Emanuel an Kindbettfieber und wurde im katholischen Herrieden bestattet. Aus seiner zweiten Ehe mit Magdalena Pfaller gingen weitere fünf Kinder hervor.
Bereits 1699 hatte sich Gabrieli um die Renovierung des Domes in der fürstbischöflichen Residenzstadt Eichstätt beworben, ebenso wie 1701 um die Bauführung des Domes von Laibach; er erhielt keine der beiden Aufträge. 1702 bewarb sich Gabrieli erneut erfolglos um die Stelle, als der Fürstbischöflich Eichstättische Hofbaumeister Jakob Engel vorübergehend in Neumarkt wirkte. Da der Markgraf Wilhelm Friedrich insgesamt nur geringes Interesse an neuen Baumaßnahmen zeigte, wandte sich Gabrieli 1714 wiederum an Eichstätt, dessen Baubestand infolge des Dreißigjährigen Krieges noch weite Lücken aufwies – dieses Mal mit Erfolg. Er wurde noch im gleichen Jahr zum Direktor des Fürstbischöflich Eichstättischen Hofbauamtes ernannt und durch Fürstbischof Johann Anton I. Knebel von Katzenelnbogen mit dem Bau der Westfassade des Eichstätter Domes betraut.
Mit dem Bestallungsdekret vom 25. April 1714 wechselte Gabrieli 1715/1716 endgültig nach Eichstätt über und entfaltete als Hofbaudirektor und Hofkammerrat bis zu seinem Tode 1747 eine umfangreiche Tätigkeit in der Residenzstadt, im Hochstift und darüber hinaus. Wie kein anderer Architekt prägte er das barocke Stadtbild Eichstätts mit seinen wienerisch-italienisch beeinflussten vornehmen Bauten. Sein von Giovanni Domenico Barbieri errichtetes Grabmal steht auf dem Eichstätter Ostenfriedhof; eine Bronzekopie der dortigen Gabrieli-Büste steht als Denkmal am Eichstätter Residenzplatz. Den Großteil seines Vermögens bestimmte er testamentarisch zur Gründung einer Lateinschule in seiner Graubündner Heimat.
Sein jüngerer Bruder Franz de Gabrieli (* 1688; † 1726) wirkte bis zu seinem Tod 1726 als Architekt unter den Grafen von Oettingen-Spielberg. Ein weiterer jüngerer Bruder, Johann Caspar de Gabrieli, war Stuckateur, u. a. im Schloss Obernzenn, † 3. August 1713 in Schwaningen. Seine Schwester Caterina war seit 1691 mit dem Baumeister Antonio Salla verheiratet.

## Werke
Außer den erwähnten Bauwerken wird Gabrielis Wirken angenommen (A) bzw. ist gesichert (G) bei:
- 1694–1698: Jokelsdorf in Mähren, Kirche (Bauleitung bei Gabrieli; nach Plänen von Domenico Martinelli; Polier: Gabrielis Schwager Lorenzo Salle)
- 1694–1705: Wien, Stadtpalais Kaunitz-Liechtenstein (G)
- 1694–1704: Wien, Brauerei auf dem Sperckenbühl in der Rossau (Gabrieli als Architekt; die Bauleitung hatte Lorenz Laher)
- 1695–1697: Triesdorf, markgräfliche Sommerresidenz, Kavaliershäuschen (A)
- 1697–1710: Ansbach, Gartenhaus/Prinzenschlösschen des Hofrats Georg Christian von Seefried (G)
- 1698–1705: Neuschloss in Rudelsdorf/Nordmähren (Bauleitung bei Gabrieli; nach Plänen von Domenico Martinelli; noch im 18. Jahrhundert größtenteils wieder abgebrochen)
- 1699–1707: Dittenheim, Evangelisch-lutherische Pfarrkirche St. Peter und Paul (A)
- 1700–1705: Wien, Orangerie des Gartenpalais des Fürsten Kaunitz-Liechtenstein (G)
- 1700: Ansbach, Adelspalais von Jaxtheim in der Platenstraße (G)
- 1702/03: Ansbach, Reithaus-Neubau (A)
- 1702–1704: Feldkirch in Vorarlberg, Liechtensteinsches Amtshaus (G)
- bis 1703: Ansbach, Posthalterei Brandenburger Hof (G)
- 1706: Ansbach, Fertigstellung der Oberstjägermeisterei (G)
- nach 1706: Ansbach, Gasthaus zum Weißen Bock (G)
- 1706–1709: Ansbach, markgräfliches Schloss, Residenzhof-Galerien (G)
- 1706/07: Gunzenhausen, Renovierung der Stadtpfarrkirche (A)
- 1708: Uffenheim, Evangelisch-lutherische Stadtpfarrkirche St. Johannes der Täufer, Vorentwurf für Neubau (G), Plan kam nicht zur Ausführung; jedoch 1711/1712 Reparaturen (A)
- 1709/10: Eckersmühlen, farrkirche (erbaut von Lorenzo Salle in Gabrielis Auftrag)
- um 1710: Pfaffengreuth, Sommerhaus (G)
- 1710/11: Obernzenn Seckendorffsches Blaues Schloss, Neubau (G) (Stuck: Gabrielis Bruder Caspar de Gabrieli)
- 1710/11: Heilsbronn, Münsterkirche (Bau von Lorenzo Salle in Gabrielis Auftrag); darin Hochgrab des Markgrafen Joachim Ernst, eines der wenigen plastischen Werke Gabrielis (G)
- 1711: Burgoberbach, nicht verwirklichter Plan zur Kirchenrenovierung (G)
- 1712–1715: Thalmässing, Obere Pfarrkirche St. Michael (erbaut von Lorenzo Salle in Gabrielis Auftrag)
- 1711–1718: Gräflich Seckendorffisch-Aberdar'sches oder Blaues Schloss in Obernzenn, Ostflügel (nach Plänen Gabrielis errichtet von Johann Michael Haßbacher)
- 1713: Weihenzell, Kirchenneubau St. Jakob (G)
- 1713–1715: Eybsche Vogelsburg bei Rammersdorf (Pläne von Gabrieli)
- 1713–1716: Ansbach, Residenzschloss, Bau des Südostflügels (G)
- 1713–1716: Windsheim, Rathaus-Neubau, Pläne (Urheberschaft Gabrielis allgemein anerkannt; Polier: Johann Rigalia der Jüngere)
- 1714: Auernhofen, Filialkirche Hl. Kreuz und St. Blasius (A)
- Eichstätt, Dominikanerkloster St. Peter, Westflügel, Treppenhaus (G)
- bis 1716: Altes Schloss Schwaningen, Umbauten (unter der Leitung Gabrielis?)
- ab 1714: Eichstätt, Kloster Notre Dame (G)
- ab 1715: Eichstätt, Augustinerchorherrenstift Rebdorf, Konventbau und Osttrakt (Gabrieli-Hof) (G)
- um 1715: Eichstätt, Domherrnhof Arzat-Gebsattel am Domplatz
- 1716–1718: Wernsbach, Evangelisch-lutherische Kirche St. Johannes (G)
- 1715–1720: Schlossgut Inching, Saalaufbau mit Zwiebelturm-Erker (G)
- 1716–1718: Eichstätt, Dom, Westfassade (G)
- bis 1717: Obermögersheim, Pfarrhof (G)
- 1718–1724: Neubau der Wallfahrtskirche in Zöbingen in der Herrschaft Baldern (A: Pläne) (1737 Teilabbruch, 1782/83 veränderte Fertigstellung)
- 1718–1730: Schloss Bertoldsheim (Bauherr: General Franz Fortunat von Isselbach) (G)
- um 1719: Kloster Rebdorf, Konventbau (G)
- um 1720: Eichstätt, Welden-Hof (heute Evangelisch-lutherisches Pfarramt) (G)
- um 1720: Eichstätt, Klosterkirche Notre Dame (G; zusammen mit Franz de Gabrieli und dem Augsburger Maler und Freund Gabrielis Johann Georg Bergmüller)
- Eichstätt, Hofstallungen (gegenüber Notre-Dame) (G)
- 1720/21: Augsburg, Dom, Marienkapelle (Pollheim-Kapelle), (G: Pläne)
- 1722: Mitteleschenbach, Walburgiskirche (erbaut nach Gabrielis Plänen von Dominikus Salle und Johann Joseph Salle)
- 1722: Eichstätt, Oberstjägermeisterei (G)
- 1722/23: Hitzhofen, Pfarrkirche (G; Bauausführung durch seinen Polier Johann Rigalia der Jüngere)
- 1723: Paulushofen, Pfarrkirche (G; Bauausführung durch seinen Polier Johann Rigalia der Jüngere)
- 1723–1728: Allersberg, Gilardihaus (G)
- 1724: Eichstätt, Kloster Notre Dame, Klosterschule (G)
- 1725: Gnotzheim, Kirche St. Georg (erbaut in Gabrielis Auftrag von Franz de Gabrieli)
- 1725: Eichstätt, Alter Ulmer Hof an der Residenzstraße (G)
- 1725–1728: Eichstätt, Schönborn-Hof (G)
- 1726: Breitenbrunn, Turmbau der Pfarrkirche (G; Bauausführung durch seinen Polier Johann Rigalia der Jüngere)
- 1727: Eichstätt, Kloster Notre Dame, Pensionatsflügel (G)
- 1727: Eichstätt, Heimbäckenhaus (G) (in der Pfahlstraße, ehem. Stadtwerkehaus, darin heute Lithographie-Werkstatt der Stadt Eichstätt)
- 1728: Eichstätt, Hofkanzlei am Residenzplatz (G)
- um 1729: Weißenburg, Barockisierung der Spitalkirche zum Heiligen Geist (G)
- um 1730: Eichstätt, Ostein-Riedheim-Hof (G) (heute Ordinariatsarchiv)
- um 1730: Eichstätt, Gartenpavillon der Domdechantei (A)
- 1730: Eichstätt, Residenzplatz, Barockisierung des Domherrnhofs Ulm (G)
- 1730–1736: Eichstätt, Residenzplatz, Südseite, vier Cavalier- oder Ministerhöfe (G)
- 1730/1740: Eichstätt, Cobenzlschlösschen mit Gartenpavillon (G)
- nach 1730: Eichstätt, Generalvikariat am Residenzplatz (G) (jetzt Vermessungsamt)
- 1731: Eichstätt, Dom, Grabmal des Ludwig Schenk von Castell (Entwurf von Gabrieli)
- 1732: Eichstätt, Residenzplatz, Ostseite, zwei Kanonikatshäuser (G)
- 1732: Eichstätt, Residenzplatz, Domherrenhof Dietrichstein (G)
- 1733: Eichstätt, Wohnhaus Gabrielis (G)
- 1733: Schloss Absberg des Deutschen Ordens (A)
- 1735: Arberg, Torturm an der Straße von Ornbau her (A)
- 1735: Eichstätt, Marktplatz, Stadtpropstei (Sitz des Stadtrichters) (G)
- 1735–1737: Eichstätt, Fürstbischöfliche Sommerresidenz (G)
- 1736/37: Gersdorf, Kirche St. Nikolaus (G)
- 1736: Eichstätt, Domherrnhof Schönborn (G) (heute Bischofspalais)
- 1737: Eichstätt, Groß'scher Domherrnhof (G)
- 1737/38: Eichstätt, Orangerie an der Sommerresidenz (A)
- 1739: Eichstätt, Frauenbergkapelle (G)
- um 1740: Eichstätt, Dominikanerkloster, Nordflügel, Rokokostiege (G)
- 1740–1742: Beilngries, heutiges Rathaus
- 1743/44: Pflegamt Abenberg, heute Rathaus
- um 1750: Eichstätt, Pavillon des Notre Dame-Klosters (wohl nach Plänen Gabrielis postum errichtet)
- 1751–1756: Spalt, Dekanatshof (postum nach Plänen Gabrielis; heute Rathaus)

## Archivalien
- Codex Aureatinus (Sammlung von Plänen Gabrielis und von Maurizio Pedetti), in der Architektursammlung der Technischen Hochschule München